# Stazione di Corbetta-Santo Stefano Ticino
Stazione di Corbetta-Santo Stefano Ticino vasútállomás Olaszországban, Lombardia régióban, Santo Stefano Ticino településen.

## Vasútvonalak
Az állomást az alábbi vasútvonalak érintik:
- Torino–Milánó-vasútvonal

## Kapcsolódó állomások
A vasútállomáshoz az alábbi állomások vannak a legközelebb:
- Stazione di Magenta
- Stazione di Vittuone-Arluno